# Xã Elbow Lake, Quận Grant, Minnesota
Xã Elbow Lake (tiếng Anh: Elbow Lake Township) là một xã thuộc quận Grant, tiểu bang Minnesota, Hoa Kỳ. Năm 2010, dân số của xã này là 141 người.